# Jewgeni Wiktorowitsch Skatschkow
Jewgeni Wiktorowitsch Skatschkow (russisch Евгений Викторович Скачков; * 14. Juli 1984 in Moskau, Russische SFSR) ist ein russischer Eishockeyspieler mit rumänischer Staatsbürgerschaft, der seit 2021 beim HSC Csíkszereda in der Ersten Liga und der rumänischen Liga unter Vertrag steht.

## Karriere
Jewgeni Skatschkow begann seine Karriere als Eishockeyspieler bei Disel Pensa, für dessen Profimannschaft er in der Saison 2001/02 sein Debüt in der Wysschaja Liga, der zweiten russischen Spielklasse, gab. In der folgenden Spielzeit lief der Flügelspieler für Kapitan Stupino in der multinationalen East European Hockey League auf. Anschließend verbrachte er drei Spielzeiten in der russischen Hauptstadt, wo er für ein Jahr lang für den HK ZSKA Moskau, aus dessen Nachwuchsabteilung er selbst stammte, sowie zwei Jahre lang für den Stadtnachbarn HK Spartak Moskau in der Superliga auflief.
Von 2006 bis 2010 stand Skatschkow beim HK Traktor Tscheljabinsk unter Vertrag, für den er zunächst zwei Jahre lang in der Superliga, sowie anschließend ab der Saison 2008/09 nach der Aufnahme des Vereins in die neu gegründete Kontinentale Hockey-Liga, in der KHL aktiv war. Vor der Saison 2010/11 wurde der Russe vom amtierenden Gagarin-Cup-Gewinner Ak Bars Kasan verpflichtet und absolvierte bis 2013 knapp 100 KHL-Partien für den Verein, ehe sein Vertrag auslief und er im Juni 2013 zum SKA Sankt Petersburg wechselte.
In der Saison 2014/15 stand Skatschkow bei Salawat Julajew Ufa unter Vertrag und kam für Ufa 61 Mal in der KHL zum Einsatz, wobei er 23 Scorerpunkte sammelte. Anschließend wechselte er im Juli 2015 zum HK Sotschi.
Zu Beginn der Saison 2017/18 stand Skatschkow beim HK Jugra Chanty-Mansijsk unter Vertrag, wurde jedoch im November 2017 entlassen und Ende Dezember 2017 vom HK Junost Minsk aus der belarussischen Extraliga verpflichtet. Mit Junost erreichte er 2018 den Vizemeistertitel und den Gewinn des IIHF Continental Cups. Nach Stationen beim HK Lada Toljatti und beim CSM Dunărea Galați steht er seit 2021 beim HSC Csíkszereda unter Vertrag. Mit diesem gewann er 2022 die Erste Liga, als deren bester Stürmer er auch ausgezeichnet wurde, und die rumänische Meisterschaft.

### International
Bei der Weltmeisterschaft 2022 spielte er in der Division I erstmals für Rumänien.

## Erfolge und Auszeichnungen
- 2022 Gewinn der Ersten Liga mit dem HSC Csíkszereda
- 2022 Stürmer des Jahres der Ersten Liga
- 2022 Rumänischer Meister mit dem HSC Csíkszereda

## Statistik
(Stand: Ende der Saison 2017/18)